# Kurfürst Joachim II. von Brandenburg (Lucas Cranach der Jüngere)
Das Gemälde Kurfürst Joachim II. von Brandenburg ist ein Werk von Lucas Cranach dem Jüngeren, das den Kurfürsten Joachim II.  von Brandenburg zeigt. Es ist ein Tafelgemälde auf Lindenholz aus der Zeit um 1570, das sich in der Gemäldesammlung des Jagdschlosses Grunewald in Berlin befindet.

## Beschreibung
Auf dem 112,2 cm × 88 cm großen Gemälde ist Kurfürst Joachim II. von Brandenburg als fast lebensgroße Halbfigur vor hellem Hintergrund dargestellt. Er trägt ein farbenprächtiges Gewand und darüber eine Pelzweste. Auf der Brust hängen zwei Ketten mit Anhängern. In der linken Hand hält er einen Rosenkranz. Auf dem Kopf trägt er eine hohe, mit einem Christusmonogramm verzierte Pelzmütze, die für eine deutsche Tracht zu der Zeit ungewöhnlich war. Forschungen ergaben, dass es sich um ein polnisches Kleidungsstück handelt. Es wird vermutet, dass Joachim II. damit die Verbundenheit des Kurfürstentums Brandenburg zum polnischen König Sigismund II. August ausdrücken wollte, der sein Schwager war.
Das Altersporträt zeigt den Kurfürsten mit einem Ausdruck von Entschlossenheit und Machtbewusstsein. Er ist in prunkvollem Repräsentationsstil dargestellt, den die Hohenzollern in dieser Zeit, aufgrund ihrer herausragenden Stellung im Reich, entwickelt hatten. Kurfürst Joachim II. von Brandenburg wird nicht im Habitus eines protestantischen Fürsten in schlichter schwarzer Kleidung dargestellt, obwohl er 1563 sein lutherisches Glaubensbekenntnis öffentlich verkündete. In der rechten Hand hält er einen Handschuh und in der linken einen Rosenkranz aus Perlen.
Das Gemälde befand sich vermutlich seit 1699 im Potsdamer Stadtschloss und ab 1793 nachweislich im Berliner Schloss. Heute steht es im Eigentum der Stiftung Preußische Schlösser und Gärten Berlin-Brandenburg.
Bis ins 20. Jahrhundert glaubte man, dass das Bildnis Johann von Küstrin, den Bruder von Kurfürst Joachim II. von Brandenburg, darstellt.

## Ausstellung
- 31. Oktober 2009 bis 24. Januar 2010: Cranach und die Kunst der Renaissance unter den Hohenzollern Berlin, Schloss Charlottenburg, Neuer Flügel.[1]
- Dauerhaft im Jagdschloss Grunewald